# Hexatoma (Eriocera) paragnava
Hexatoma (Eriocera) paragnava is een tweevleugelige uit de familie steltmuggen (Limoniidae). De soort komt voor in het Oriëntaals gebied.